# 富永一朗
富永 一朗（とみなが いちろう、1925年4月25日 - 2021年5月5日）は、日本の漫画家。勲等は勲四等。称号は岡山県高梁市（旧:川上郡川上町）名誉市民。

## 来歴・人物
京都府京都市生まれ。父は大分県佐伯市出身、母は福島県南会津郡田島町（現・南会津町）静川出身。父は京都の大丸に勤務していた。家族に弟がいる。
3歳のとき父を肺結核で失い、母の郷里の田島町で2年間を過ごした後、5歳の時から父の郷里の大分県佐伯市に移り、中学卒業までそこで育つ。小学校4年頃から田河水泡の真似をして漫画を描き始める。大分県立佐伯中学（現在の大分県立佐伯鶴城高等学校）に2番の成績で合格。同校1年生のとき、地元で小学校教員をしていた母が不倫事件を起こして子供を産み東京に出奔。このため祖母に育てられた。経済的理由から大学進学を断念したこともあるが、台湾の台南師範学校（現在の国立台南大学）が無試験かつ学費無料であることを知り、同校に入学。在学中は学徒動員で兵隊に取られ、二等兵として半年間高射砲の訓練を受け、台南市の高射砲陣地に配属される。富永は「高射砲を撃つどころか、空襲を受けて逃げ回っていた」と語っている。終戦はその台南で迎えた。
敗戦後、教員免状を得て台南師範学校を卒業。教員として台南郊外の学校に3か月勤務したが、1945年12月に中国軍（国民党軍）の接収で教職を追われ、台湾で半年間のルンペン生活を送り、羊羹屋の下働きを経て1946年3月に引き揚げ帰国。佐伯市の実家に戻り、1946年5月頃から親戚のタドン工場でタドンの製造販売を行うが、売り物のタドンを無料配布したために2年ほどで解雇される。後に公立小学校教師（=地方公務員）となり、佐伯市立鶴岡小学校で理科と図画の教師となった。「子供の村、というのをつくり、毎朝、ぼくが作った歌をうたったり、夏は校庭でキャンプファイヤーをしたり」したが、「村人たち（引用注：生徒）とはどうもしっくりしなかった」。同校では2年ほどで人員整理に遭い、1948年に佐伯市立佐伯小学校に転じて図画を教えるようになった。佐伯小では「全国の図画コンクールで特選を取るほどの児童を育てた」という。
1951年4月に教職を辞して上京し、母が洋裁の仕事をしていた代田橋の母子寮に潜り込み、帝国興信所の臨時雇いとして会社年鑑の編纂をしながら『サンデー毎日』に漫画を投稿。当時、新富町の帝国興信所の向かいに新太陽社（旧・モダン日本社）があったため『モダン日本』編集部に作品を持ち込んだところ、編集者時代の吉行淳之介から才能を認められ、後に吉行が移った三世社の『講談讀切倶楽部』に作品を多数掲載された。
1953年頃から「赤本」と呼ばれた子供向け漫画単行本や貸本漫画を描くようになる。このころの作品に『少年姿三四郎』（きんらん社、1954年-1955年）、『夕月の母』（きんらん社、1956年）、『ルリ子の歌』（きんらん社、1956年）などがあり、これら子供向けの作品と併行して大人向けの漫画も描き続けた。1955年に母方の従姉と結婚し、世田谷区赤堤に新居を持つ。
1958年、新聞記者の紹介で近所の杉浦幸雄を訪問して『週刊大衆』に連載していた『ゴンさん』の原稿を見せたところ、才能を認められ、『漫画サンデー』の編集者・峯島正行に紹介されて連載のチャンスを得て、下積み生活から脱出。この『ゴンさん』は、1ページあたり3本の4コマ漫画を複数ページにわたり掲載した、現在の4コマ漫画の雑誌連載形態として一般的なものであるが、富永本人は「この方式は僕が初めてではないか」と語っている。35歳の時に描き始めた『チンコロ姐ちゃん』が代表作となったが、女性の裸など下ネタを堂々と扱う作風が一部で嫌悪され、新聞紙上で「日本マンガの堕落」（伊藤逸平）と批判されたこともある。
週刊誌の創刊ブームが追い風となって人気を獲得したが、仕事を断れない性格が災いし、やがて同時に25本の連載を抱えるにいたった。杉浦と近藤日出造が「あのままじゃ、あいつは死んでしまう」と案じ、『ポンコツおやじ』を連載していた『漫画サンデー』に富永の原稿料を4倍与えさせ、代わりに富永に「他の類似漫画誌には描かない」と確約させた。これは雑誌連載漫画における専属契約システムの嚆矢とされる。1962年11月に、杉浦や近藤が率いる漫画家グループ「漫画集団」に加入。
1976年より1994年まで放送された長寿番組、『お笑いマンガ道場』にレギュラー出演。番組中で共演者の鈴木義司に「オバケナマコ」「デブの恵まれない人」「サンショウウオ」「タラバカガニ」などとこき下ろされる一方、鈴木を「土管に住んでいる貧乏人」「ケムシ・ミノムシ」「アホウドリ」（実在のそれではない。首だけ鈴木の架空の鳥）などとこき下ろし、そのやりとりで人気を博した。同番組のエンディングでほかの出演者と一緒に手を振ったときに、富永だけはいつも手を斜め前に（ナチス式敬礼の様に）上げただけで、掌を振る仕草は見られなかった。手を振らなかった理由について富永は、「母親から『男が手を振ることはみっともない』、『男はいつもピシッとしてなさい』と言われていたため、いつもピシッと手を挙げている」と語っていた。
1992年に紫綬褒章、1998年に勲四等旭日小綬章を受章。
恰幅いい体型がトレードマークだったが、還暦を超えて糖尿病と診断され、一転生活を改めた。「健康じいさん」を自称し、模範患者として医療関係のシンポジウムや講演を通じて啓発活動を行い、闘病記も著した。近時は各種マンガ・絵画コンテストの審査員などを務めていた。
歌をうたうのが大好きで、「一日うちにいるとまず30曲は歌います」という。
生前寿陵墓をすがも平和霊苑内に建立している。自らのキャラクターであるチンコロ姐ちゃんが花を手向けている絵が彫刻されている。
2021年5月5日15時30分、老衰のため東京都世田谷区の自宅にて死去。96歳没。先述の妻との間に子はおらず、2002年に死別後はひとり暮らしをしていた。墓所は豊島区功徳院すがも平和霊苑。

## 顕彰
「マンガ文化の町づくり」を進めていた岡山県川上郡川上町（現在の高梁市）の名誉町民（名誉市民）で、1994年4月29日に開館した「吉備川上ふれあい漫画美術館」の名誉館長を務めている。
富永の業績を記念し作品を展示する施設が各地に建てられており、「ギャラリー水源の森」（山梨県南都留郡道志村）、虹の郷「富永一朗忍者漫画館」（静岡県伊豆市）、かめやま美術館「富永一朗漫画館」（三重県亀山市）、「富永一朗はなわ漫画廊」（福島県東白川郡塙町）など9か所に所在している。
出身地である佐伯市を通る国道217号の一部は、「イチローロード」と通称され、富永の作品をモチーフとした陶板などを配した整備が行われている。

## エピソード
熱狂的な広島東洋カープファンとして知られ、万年Bクラスだった1966年、佐々木久子や梶山季之、藤原弘達、石本美由起、木村功、杉村春子、森下洋子、灰田勝彦、大宅壮一、田辺茂一らと結成した「カープを優勝させる会」のメンバーだった。また球団の応援歌「ゴーゴーカープ」「カープ音頭」を吹き込んだ。元広島監督の阿南準郎は教員時代の教え子である。また阿南・野村謙二郎・廣瀬純と、広島に所属した3選手が佐伯鶴城高の後輩である。
作詞家として、ケーシー高峰や牧伸二や星まり子の曲を書き下ろしている。
当時あった民社党支持者としても知られ、たびたび推薦人に名を連ねていた。
別府の鬼山地獄にいた巨大ワニ（1996年没）に「イチロウ」と名付けた。これはワニと富永の出生年が同じだったため、同い年のよしみで名づけたもの。
『お笑いマンガ道場』出演時に、司会者の柏村武昭が著した保育社カラーブックスの広島ガイド本の表紙カバーイラストを描いたことがある。また、国鉄時代末期の1986年11月改正時に大分鉄道管理局（現:JR九州大分支社）管内の普通列車「タウンシャトル」のヘッドマークのイラストや大分県の名産品「吉四六漬」のパッケージのイラスト、九州版ふるさと切手第1号「高崎山の猿」（1989年8月15日発行）の原画などもデザインしている。
代表作『チンコロ姐ちゃん』が美保純主演で実写ドラマ化の企画が進められていたことがある。1984年2月の時点では日本テレビ系列の水曜日19:00 - 19:30枠で1984年4月から放送開始で内定していたとのことだったが、結局この企画は実現することは無かった。

## 略歴
- 1925年 - 誕生
- 1986年 - 日本漫画家協会漫画賞大賞
- 1992年
  - 紫綬褒章
  - 川上町名誉町民
- 1994年
  - 吉備川上ふれあい漫画美術館名誉館長
  - かめやま美術館名誉館長
- 1998年 - 勲四等旭日小綬章
- 2004年 - 高梁市名誉市民
- 2021年 - 死去（96歳没）

## 代表的な作品
- チンコロ姐ちゃん
- ポンコツおやじ
- せっかちネエヤ
- びっくりはるあき
- ビックリ春秋（全国の地方紙に連載）

## TV
- お笑いマンガ道場（CTV）
- アキレスてんてこゲーム（ytv） 審査員
- 紅白なんでも合戦（NTV） 審査員 セットのイラストも担当
- 奇想天外歌合戦（NTV） 審査員 セットのイラストも担当
- 欽ちゃんの仮装大賞（NTV） 審査員 第18回〜第23回
- クイズ面白ゼミナール（NHK） 不定期出演